# Scan-Speak
Scan-Speak est une marque danoise de haut-parleurs Hi-Fi de très haut de gamme, fondée au début des années 1970, entre autres par Ejvind Skaaning (qui quitta la société en 1975).

## Historique
(novembre 2014).
- 1970 : Création de la société, mise au point d'une gamme complète de haut-parleurs, dont le fameux D2008, toujours disponible aujourd'hui.
- 1973 : Scan-Speak dépose le brevet du Symmetric Drive (SD), qui consiste en placement de capuchons de cuivre sur la pièce polaire afin de minimiser les courants de Foucault, responsables de distorsions.
- 1975 : Le D2010, une version améliorée du D2008 voit le jour.
- 1978 : le Flow Resistance, une 'vanne' acoustique amortissant les résonances internes, est lancé. Dynaudio proposa une copie sous le nom de Variovent un peu plus tard.
- 1986 : Des grèves incessantes poussent la direction à collaborer avec Vifa, un fabricant industriel basé à Videbaek au Danemark. Quelque outils sont transportés chez Vifa, qui assure la fabrication de haut-parleurs en commandes.
- 1987 : Vifa achète Scan-Speak et transfère la totalité de la fabrication et développement proche de l'usine principale, à Videbaek. Scan-Speak garde son autonomie de fabrication et recherche, tout en profitant de l'infrastructure et du pouvoir d'achat du groupe.
- 1987 : Lancement de haut-parleurs à membrane en polypropylène semi-transparent (à l'apparence laiteuse), les 18W et 21W.
- 1988 : lancement de haut-parleurs à membrane en Kevlar, sur les modèles 13M, 18W et 21W.
- 1989 : Le D2805, dont la conception dort dans les tiroirs depuis plus de 15 ans, voit enfin le jour.
- 1992 : lancement du SD1, le Symmetric Drive deuxième génération. Il est constitué de 3 bagues en cuivre placées à des endroits spécifiques dans le moteur.
- 1995 : lancement du D2905/9900 "Revelator", l'aboutissement du développement du tweeter à dôme 28 mm. Il est considéré alors comme le meilleur tweeter disponible sur terre.
- 1998 : Le groupe Vifa acquiert 40 % de Peerless. Scan-Speak et Vifa, ainsi que Peerless deviennent officiellement D-S-T, 'Danish Loudspeaker Technology'.
- 1999 : lancement du premier H-P au diamètre de 15 cm, taille non existante jusque-là chez Scan-Speak (alors que de nombreux autres fabricants en offrent). Particularité du 15W: membrane en papier simple, non pressé, à la forme exponentielle (curvilinéaire), et fentes coupées dans le papier et recollées, afin de réduire les ondes stationnaires et d'éviter ainsi de devoir amortir la membrane. Nouveau succès et qualité sonore inégalée.
- 2000 : DST achète la totalité de Peerless
- 2005 : Tymphany, un groupe américain, achète le groupe D-S-T (dont le nom disparait). La gamme s'étoffe, la conception se fait toujours au Danemark, mais aussi aux États-Unis.
- 2009 : Thymphany, devenu chinois après l'échec du L.A.T., vend Scan-Speak à un groupe d'investisseurs danois, qui gardent la direction et les ingénieurs en place. Scan-Speak est de nouveau danois et indépendant. Le site de la R&D et de la production reste à Videbaek, Danemark.
- 2014 : Eastern Asia Technology (HK) Limited fait l'acquisition de Scan-Speak[1].